# Onobrychis meschetica
Onobrychis meschetica är en ärtväxtart som beskrevs av Aleksandr Alfonsovitj Grossgejm. Onobrychis meschetica ingår i släktet esparsetter, och familjen ärtväxter. Inga underarter finns listade i Catalogue of Life.